# Андехс
Андехс (њем. Andechs) општина је у њемачкој савезној држави Баварска. Једно је од 14 општинских средишта округа Штарнберг. Према процјени из 2010. у општини је живјело 3.300 становника. Посједује регионалну шифру (AGS) 9188117.

## Географија
Андехс се налази у савезној држави Баварска у округу Штарнберг. Општина се налази на надморској висини од 690 метара. Површина општине износи 40,4 km². У самом мјесту је, према процјени из 2010. године, живјело 3.300 становника. Просјечна густина становништва износи 82 становника/km².

## Међународна сарадња
| Мјесто | Држава   | Врста сарадње | Од    |
| ------ | -------- | ------------- | ----- |
| Амрас  | Аустрија | контакт       | 2000. |
| Извор  |          |               |       |